# ناحیه سبی
ناحیه سبی (به بلوچی : سبی) یکی از ناحیه‌های پاکستان در پاکستان است که در ایالت بلوچستان واقع شده‌است. ناحیه سبی ۱۳۵٬۵۷۲ نفر جمعیت دارد.